# Alcaldes e independientes
Alcaldes e independientes (STAN) es un movimiento político checo, orientado especialmente a la política comunal a nivel de municipios y regiones. Pero sus representantes están también en la Cámara de diputados, en el Senado y en el Parlamento Europeo. A la cabeza del movimiento está desde abril de 2016, Petr Gazdík, que es también vicepresidente de la Cámara de diputados.

## Historia
El movimiento nació en 2009 como transformación del movimiento Alcaldes independientes para la región (NSK), que fue fundado en 2004. A diferencia de NSK, que operaba principalmente en la región de Zlín, el movimiento de los Alcaldes y los independientes tiene un carácter nacional.
El primer presidente de STAN fue desde 2009 Petr Gazdík y el primer vicepresidente fue Stanislav Polčák, durante cuya función se firmó un acuerdo con TOP 09 a todos los niveles de la política. Petr Gazdík se convirtió en el presidente del grupo parlamentario TOP 09 y Alcaldes.
En 2013, se llegó a un nuevo acuerdo, que en efecto limitó la cooperación entre los dos grupos políticos solo a nivel parlamentario, es decir, en la Cámara de Diputados y en el Senado.
En marzo de 2014 llegó a ser nuevo presidente de STAN el gobernador de la región de Liberec, Martin Půta, y Petr Gazdík llegó a ser el primer vicepresidente. Stanislav Polčák llegó a ser el vicepresidente. En ese mismo año, STAN y TOP 09 presentaron juntos la candidatura al Parlamento Europeo, y obtuvieron un 15.95 % de los votos, es decir 4 mandatarios. Uno de los elegidos diputados al Parlamento Europeo fue también el vicepresidente del movimiento Stanislav Polčák.
A la cabeza del movimiento se encuentra desde abril de 2016, Petr Gazdík, que fue líder del movimiento para las elecciones regionales y el senado.
En 2017 cambió el logo y por primera vez presentan la candidatura a la Cámara de Diputados individualmente. El líder a nivel nacional en las elecciones fue el diputado Jan Farský.

## Programa
Entre las prioridades principales del movimiento destacan la administración responsable, el sistema educativo de calidad, el cuidado del medio ambiente y la conservación del patrimonio cultural. La inversión en la educación es una garantía de prosperidad futura, que, sin embargo, debe ser basada en el principio de parsimonia (en el tratamiento de las finanzas, de los recursos energéticos, y también con intervenciones prudentes al paisaje).
En otras palabras, el movimiento apoya el principio de subsidiariedad, por lo tanto quiere que sean los autogobiernos locales los que decidan los asuntos con un impacto local, si es eficiente. Igualmente, promueve la descentralización global del poder, la limitación de la burocracia, la lucha contra la corrupción y contra el abuso del poder. Asimismo respalda la integración europea, el sistema educativo de calidad y la inversión en ciencias. En los asuntos de la economía del Estado, defiende los principios de mercado con el necesario acento social  y la inviolabilidad de la propiedad privada. Por último, pero no menos importante, cuida la protección del medio ambiente.

### Decálogo de valores
1. Los fundamentos de Europa y de nuestro Estado
Alcaldes e independientes (STAN) es un movimiento político, que en su programa parte de las raíces de la moralidad judío-cristiana de Europa, simpatiza plenamente con los ideales de apertura europea, con el humanismo y con la moralidad, a partir de la herencia de un Estado independiente, basado en la igualdad para hombres y mujeres y igualdad de oportunidades. Profesamos un Estado laico regido por la libertad de religión, y al mismo tiempo, ninguna religión o Iglesia participa en el poder del Estado.
2. Un hombre libre y una sociedad libre
Para nosotros, el hombre libre y la sociedad civil representan valores fundamentales, por lo cual creemos en la organización de la sociedad, en la que el poder público regula nuestra vida cotidiana y la libertad en la medida necesaria. La vida humana y la libertad son dignas de la más alta protección. La libertad de educación, de formación, de ciencias, de universidades y de pensamiento humano en general constituye la base de una sociedad libre europea. Los derechos humanos y las libertades son una parte clave de nuestro orden constitucional.
3.  Anclaje internacional firme
El movimiento ayuda a garantizar un lugar digno y respetado de la República Checa en el mundo y a fortalecer la cooperación de los Estados miembros de la Unión Europea. Solo un apoyo sólido en la alianza euro-atlántica garantizará un futuro pacífico y libre de nuestro país. El futuro de Europa debe basarse en la responsabilidad de los Estados miembros de la UE, su cooperación y su solidaridad. Su futuro debe partir de la identificación de los ciudadanos de los distintos países con los pasos cruciales de la Unión Europea.
4. La descentralización del estado y el autogobierno 
El objetivo de las actividades del movimiento STAN es crear un estado que funcione, formándose desde abajo, que se base en los autogobiernos local y regional desarrollados. La libertad humana resulta también del derecho a participar en codecisiones en el marco de la forma democrática del gobierno. Un pueblo independiente es para nosotros un pilar del Estado en el que se desarrollan las relaciones interpersonales, la solidaridad y la protección de las tradiciones.
5. La responsabilidad Individual
La organización básica del Estado debe reflejar la perspectiva del ciudadano responsable, que debe cuidar su propia vida y a la de su familia. Si los problemas que está enfrentando están fuera de sus capacidades y las de su familia, su pueblo está obligado a ayudarle, e incluso éste no es capaz de ayudarle, lo debe hacer la región. Solo en última instancia debe intervenir el Estado en favor del ciudadano. Los alcaldes e independientes, por lo tanto, profesan esta división de nuestra responsabilidad por nosotros y por nuestros seres queridos: ciudadano/familia l municipio/región l estado.
6. El Estado democrático y la igualdad
El movimiento se esfuerza por la confianza en el Estado democrático, por la mejora de las leyes y por la exigibilidad del derecho. Si no se pueden exigir los derechos, los fundamentos mismos del Estado son socavados. La ejecución del poder estatal confiado por los ciudadanos está siempre subordinada a los principios del Estado de derecho y al respeto de la ley al que está subordinado también el propio Estado. El movimiento rechaza toda manifestación de intolerancia étnica, religiosa y racial, y se basa en el principio de la igualdad de oportunidades, y también de obligaciones, así como en la responsabilidad de cada individuo.
7. La protección de la propiedad y la solidaridad
La inviolabilidad de la propiedad privada es crucial para el funcionamiento del Estado y del libre mercado. Confiamos en la solidaridad de la comunidad de ciudadanos responsables para asegurar una vida digna para todos, especialmente en situaciones de vida difíciles, el acceso a la educación, la protección de la salud y ayuda en la vejez
8. La consideración
El enfoque de los recursos naturales y económicos se base en el principio de consideración, con el objetivo de entregar a las generaciones futuras un medio ambiente próspero. Promovemos una gestión equilibrada de los fondos públicos y, en la administración, promovemos la lucha contra la innecesaria burocracia.
9. El servicio a los ciudadanos
El movimiento concibe el desempeño de las funciones públicas como un servicio a los ciudadanos aplicando las reglas democráticas del gobierno. Defendemos la transparencia en la vida pública, la conciencia de los ciudadanos, la lucha contra la corrupción y contra el abuso del poder. Se promueven en las funciones públicas ciudadanos confiados que pueden ser responsables de sí mismos, de su familia, de sus empleados y de la sociedad.
10. Unir, no dividir
Es nuestro deber nombrar asimismo los problemas sociales penosos y verrugas, con la confianza en el sentido común y en la responsabilidad de los ciudadanos. Nuestro enfoque para el desempeño de las funciones confiadadas es unir, no dividir. Siempre respetamos la libre competencia política en cooperación con los socios de programas parecidos, pero también en desacuerdo con los opositores.

## Resultados electorales
|  | 16.70 % |

|  | 11.99 % |

|  | 5.18 % |

|  | 15.61 % |

a En las listas de TOP 09.
b En la coalición Piratas y Alcaldes.